# Walter Hugo Khouri
Walter Hugo Khouri (São Paulo, 21 de octubre de 1929 – São Paulo, 27 de junio de 2003) fue un productor y director de cine brasileño de origen libanés e italiano.
Khouri dirigió 25 películas y recibió numerosos premios a nivel tanto nacional como internacional. Su film de 1964 Noite Vazia es considerada una de las 100 mejores películas brasileñas de todos los tiempos y entró en la sección oficial en el Festival Internacional de Cine de Cannes de 1965.
Sus películas muestran personajes que buscan el significado de una existencia angustiosa. También fue conocido por dar la alternativa a jóvenes profesionales, como la de la presentadora  Xuxa Meneghel en 1982 en la controvertida película Amor, extraño amor. 

## Filmografía
- 2001 - As Feras (filmado en 1998)
- 1999 - Paixão Perdida
- 1991 - Per sempre
- 1987 - Mônica e a Sereia do Rio
- 1986 - Eu
- 1984 - Amor Voraz
- 1982 - Amor, extraño amor (Amor Estranho Amor)
- 1981 - Eros, o Deus do Amor
- 1980 - Convite ao Prazer
- 1979 - O Prisioneiro do Sexo
- 1978 - As Filhas do Fogo
- 1977 - Paixão e Sombras
- 1975 - O Desejo
- 1974 - O Anjo da Noite
- 1973 - O Último Êxtase
- 1972 - As Deusas
- 1970 - O Palácio dos Anjos
- 1968 - As Amorosas
- 1967 - Corpo Ardente
- 1966 - As Cariocas
- 1964 - Noite Vazia[3]
- 1962 - A Ilha
- 1959 - Na Garganta do Diabo
- 1959 - Fronteiras do Inferno
- 1958 - Estranho Encontro
- 1953 - O Gigante de Pedra